# Llotja del Cànem
La Llotja del Cànem és un edifici construït a principis del segle xvii, amb reformes del XIX, situat al carrer Cavallers n. 1 de la ciutat de Castelló de la Plana, Plana Alta, País Valencià.

## Descripció
Propera a la plaça Major, la llotja es va construir a principis del segle xvii. Per a la seua construcció el Consell de la ciutat va comprar la Casa Gumbau el 1603, encarregant-se de les obres Francesc Galiança.
Es tracta d'un edifici de planta quadrangular, obert pels costats exempts amb dos arcs recolzats en columnes d'ordre toscà. L'únic element escultòric de la façana és l'escut de la ciutat que es troba entre els carcanyols dels arcs que donen al carrer de Colom. La fàbrica de l'edifici és de carreus.
A principis del segle xix l'ajuntament va vendre el dret de construir un pis superior sobre el cos de les arcades. També es va dur a terme l'ampliació del pis inferior per ambdós costats, utilitzant-se el mateix material i llenguatge arquitectònic. El pis superior s'ordena amb finestrals rectangulars rematats per frontons corbs recolzats sobre mènsules, sobre les quals se situen uns òculs el·líptics. Destaca el balcó corregut del cantó.
Hi ha notícies que la façana va estar decorada amb pintures al·legòriques de Joaquim Oliet. El conjunt es corona amb una cornisa clàssica amb oves i ampit rematat amb gerros.
En dates recents l'edifici fou adquirit per la Universitat Jaume I amb la intenció de convertir la llotja en la seu a la ciutat de la universitat, on desenvolupar activitats educatives i culturals. Així doncs, la Universitat compra l'edifici el novembre de 1999, i després d'una rehabilitació d'urgència a causa del seu mal estat, destina l'espai a sala d'exposicions entre 2002 i 2005. Finalment el 27 de febrer de 2007 s'inaugura la Llotja ja completament restaurada com a Seu de la Ciutat de la Universitat Jaume I i les oficines de la Societat d'Amics i Antics Alumnes de l'UJI (SAUJI).